# Bachmanning
Bachmanning là một đô thị thuộc huyện Wels-Land thuộc bang Oberösterreich, Áo. Đô thị Bachmanning có diện tích 7 km², dân số thời điểm năm 2006 là 642 người.
Bản mẫu:Wels-Land